# Wilderness (Sudafrica)
Wilderness è una cittadina sulla costa meridionale del Sudafrica. Si trova sulla Garden Route, fra George e Knysna, in una fascia di terra compresa fra il monte Outeniqua e l'Oceano Indiano.
La zona di Wilderness è nota soprattutto per la natura relativamente selvaggia che circonda il paese (che proprio alla "natura selvaggia", wilderness, deve il proprio nome). Il territorio è caratterizzato da innumerevoli laghi collegati da canali naturali, in mezzo ai quali scorre il fiume Serpentine. L'abbondanza di acqua fa di questa zona un vero paradiso per gli appassionati dell'osservazione degli uccelli, con centinaia di diverse specie di uccelli che vengono qui a nidificare. A circa 2 km dalla cittadina c'è l'ingresso per il Wilderness National Park, un parco naturalistico in cui è possibile fare escursioni a piedi (non ospita animali pericolosi).
Wilderness costituisce una delle fermate della linea ferroviaria a vapore Outeniqua Choo Tjoe.